# Henri Expert
Henri Expert (Bordeaux, 12 maggio 1863 – Tourrettes-sur-Loup, 18 agosto 1952) è stato uno scrittore e musicologo francese.

## Biografia

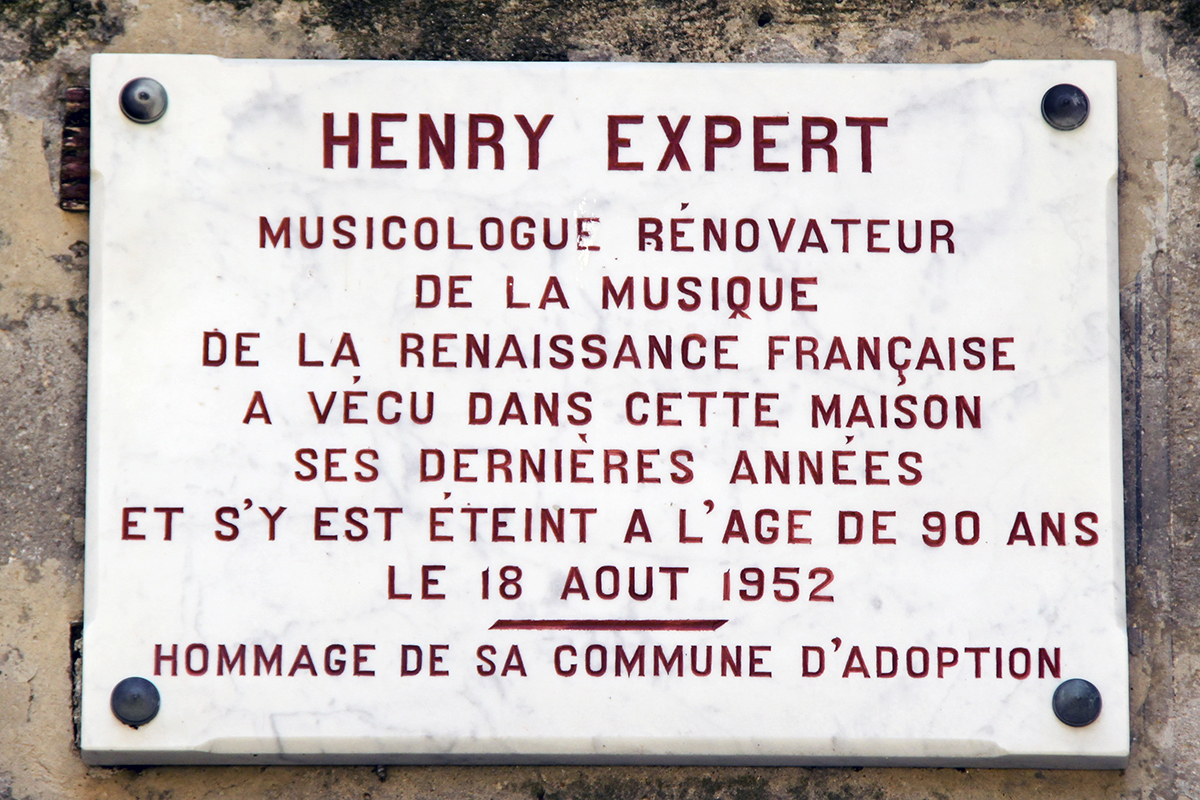
Targa sulla casa in cui Henry Expert visse e morì, nel villaggio di Tourrettes-sur-Loup

Da giovane ha compiuto corsi di studio alla Ecole Niedermayer di Parigi; successivamente ha perfezionato le sue conoscenze musicali sotto la guida di César Franck e di Eugène Gigout.
Dall'anno 1909 ha assunto il ruolo di bibliotecario del Conservatorio parigino.
Expert assunse il ruolo di professore alla Ecole Niedermayer e fu il fondatore, assieme a Maury, della Société des études musicales e de i Concerts historiques a Parigi.
Si impegnò lungamente in studi e relative pubblicazioni, inerenti alla musica franco-fiamminga quattrocentesca e cinquecentesca.
La sua monumentale ricerca è documentata in sei libri: il primo intitolato Les Maîtres-Musiciens de la Renaissance Française, comprende una serie di esempi di compositori rinascimentali franco-fiamminghi, tra i quali Orlando di Lasso, Goudimel, Costeley, Jannequin, Mauduit, Caurroy, Claude Le Jeune, Courtoys, Deslonges, Dulot, Gascogne, Hesdin, Jacotin, Lombart, Sohier, Vermont, Brumel, Pierre de la Rue, Mouton, Févin, Regnart; la seconda parte, Bibliographie thématique, è una bibliografia tematica di opere dei secoli XV e XVI; il terzo libro, Les Théoriciens de la musique au temps de la Renaissance,  è dedicato ai teorici della musica, durante il Rinascimento; il quarto libro, Sources du corps de l'art franco-flamand de musique des XV et XVI siècles, è incentrato sulle autorità; il quinto, Commentaire, è basato sui commenti; il sesto, Extraits des Maîtres-Musiciens, descrive esempi di musica sacra e profana.
Expert pubblicò anche una versione moderna del Psautier Huguenot, Maitres du clavecin des XVII et XVIII siècles, Amusements des musiciens  Français du XVII siècle, Repertoire de musique religieuse et spirituelle, ecc.